# David Flair
David Richard Fliehr (6 de marzo de 1979) más conocido por su nombre en el ring, David Flair, es un luchador profesional retirado que trabajo para la World Championship Wrestling (WCW), donde fue Campeón de los Estados Unidos y Campeón Mundial en Parejas. Es hijo del ex Campeón Mundial, Ric Flair y hermano mayor de Charlotte Flair y Reid Flair.

## Carrera

### Inicios
Al crecer, Flair nunca quiso convertirse en un luchador, siempre quiso ser un policía estatal. Apareció por primera vez en cámara, detrás del escenario con su padre en Starrcade 1993 en la World Championship Wrestling. En el storyline, su padre se tendría que "retirar" si perdía su lucha, por lo que la presencia de su familia aumentaba la emoción. A finales de 1998, David volvió a WCW TV sentado en primera fila y participando en algunas escaramuzas con Eric Bischoff y el nWo.

### World Championship Wrestling (1998-2001)
Finalmente se decidió convertirse en un luchador y se asoció con su padre. en su combate de debut en la WCW / nWo Souled Out el 17 de enero de 1999. Que luchó Curt Hennig y Barry Windham y ganó el combate. Tras el combate, todo el nWo salió, y Hulk Hogan atacó David con su cinturón hasta la espalda de David (y el estómago donde la banda se dio vuelta y golpeó a) estaba lleno de ronchas, mientras que su padre fue esposado a las cuerdas del ring. En su autobiografía, Ric Flair alega que Hogan tomó libertades con su hijo por azotarlo más veces de lo acordado y que nunca perdonaría a Hogan por esto. A su favor, David tomó el castigo sin queja, tanto en el ring y tras bambalinas.
El 21 de febrero en SuperBrawl IX, David se dirigió a su padre y se unió al nWo Wolfpac. Él utilizó un arma Taser en su padre para ayudar a Hogan a ganar su combate por el título Mundial de WCW. No luchan por un tiempo, aunque sí aparecen en las viñetas con Samantha (Torrie Wilson), mientras que él estaba entrenando en la WCW Power Plant.
Flair comenzó a luchar en la programación regular en mayo de 1999. Él junto a su padre, entonces líder de  los four horseman ayudaron a ganar los combates a los últimos. Ric, siendo el presidente de la WCW en el Kayfabe, despojó al WCW Campeón de Estados Unidos Scott Steiner de su título y se lo concedió a su hijo, Flair. El 11 de julio, Flair derrotó a Dean Malenko, con la ayuda de Ric y Arn Anderson, para mantener el título en su primera defensa en pay-per-view.
En agosto, Ric tenía problemas reales con Eric Bischoff tras bastidores y fue retirado de la televisión. Flair fue dejado solo y perdió su título de EE. UU. a Chris Benoit el 9 de agosto. En una historia en septiembre, Wilson dejó Flair por Billy Kidman. Ric y Anderson regresó a la televisión y trató de ayudar a David. En octubre, Diamond Dallas Page y su esposa Kimberly empezó un feudo con los Flairs. Kimberly mantuvo distraído mientras instinto de página, en historia, Ric heridos. En respuesta, Flair se volvió loco después de ver a su padre herido. Estilo heridos de página en el Torneo Título WCW Mundial que se celebraba en WCW Monday Nitro. Usó la palanca y sólo se detuvo cuando Kimberly tiene en el medio él y su marido. Esto llevó a una historia donde instinto acechaba Kimberly. Ella tiene uno de los compañeros de su marido Bam Bam Bigelow para ayudarla, pero instinto utiliza la palanca en él también. Vince Russo finalmente programado un partido entre el instinto y Kimberly para WCW Mayhem el 21 de noviembre. Kimberly trató de seducir a Flair y luego "le golpeó bajo", pero tenía un vaso en. Página y su amigo Chris Kanyon vino a su rescate y el estilo presentado. Anderson llegó de nuevo, pero me despidieron por instinto, que salió corriendo hacia los fanes.
Flair fue acompañado por Daffney en Starrcade en 1999. Se le unió un poco más tarde por Palanca. Ellos formaron un equipo llamado la Revolución de Nueva Hardcore y ganó el título vacante WCW World Tag Team Titles en un torneo final el 3 de enero de 2000, más de Kevin Nash y Scott Steiner con Anderson como el árbitro especial. Ellos perdieron los títulos de Big Vito y Johnny del Toro, "El Mamalukes," el 19 de enero. Estilo pronto se dividió con Palanca y en mayo de 2000, se unió a New Blood Vince Russo. Dejó Daffney y tomó la señorita Hancock (Stacy Keibler) como su ayudante de cámara. También se volvió a su padre una vez más, que llevó a una lucha contra él en The Great American Bash. Instinto perdido, pero la noche siguiente, ganó un partido contra su padre para que se retire y afeitarse la cabeza de su padre.
Cerca del final de 2000, Flair y Keibler se va a tener una boda al aire como parte de una nueva historia. Antes de que podría ocurrir, sin embargo, se reveló que Stacy estaba embarazada y que David no era el padre. Esto llevó a Flair tratando de averiguar quién era el padre con la ayuda de Ric, quien había hecho con, y Anderson. Incluso tuvo un partido con Buff Bagwell para obtener ADN de Bagwell. Esta historia terminó abruptamente con la Srta. Hancock regresar a la televisión con Shawn "The Star" Stasiak en el ring con un cochecito de bebé. En lugar de un bebé, sin embargo, se reveló que había 8x10s de Shawn en el transporte. Después de este punto de vista, Flair ya no era visto en la WCW. El 12 de febrero, edición 2001 de Nitro, como en la pantalla CEO Ric Flair y los siete magníficos se trata de discutir las cosas dentro del ring, Kevin Nash apareció en la Turnertron y le dijo a Ric que tiene a su hijo David en su vestuario, Nash dijo a Ric que su prioridad número uno es para convertirse en número uno contendiente a la WCW World Heavyweight Championship frente a Scott Steiner en venganza Superbrawl, su número dos, la prioridad es que si Dustin Rhodes gana Rick Steiner que WCW Campeón de EE. UU. en el momento en un combate sin azulejos, Nash tendría su oportunidad por el título contra Scott Steiner por el WCW World Heavyweight Championship más tarde esa noche, Rhodes cubrió a Steiner después de un DDT como resultado, Nash recibió su título contra Scott Steiner por el Campeonato Mundial Peso Pesado de WCW que noche, tarde esa noche, Nash entró en el ring con el hijo de Ric, David, ya que empezaron a llegar al ring, Nash dio un puñetazo a David, Ric Flair y seguridad WCW salió y Ric pidió Nash dejar de agredir a su hijo, Nash hizo No escuche y le dio a David una Powerbomb Jackknife, Ric y seguridad WCW empezaron a llegar a la pista para tirar de David fuera del ring como campeón Scott Steiner se acercaba al ring junto a Midajah también para iniciar su lucha por el título Mundial de WCW pesado con Nash.

### NWA y WWF/E (2001-2002)
Estilo de gira por el circuito independiente de la primera parte de 2001. Se asoció con Don Factor para ganar el NWA World Tag Team Championship el 21 de marzo. Se les perdió el 23 de marzo. A continuación, se asoció con la dicha Romeo para ganar el Campeonato NWA Georgia Tag Team el 24 de marzo. Se les perdió el 21 de abril.
En mayo de 2001, el WWF tomó contrato de Flair WCW y lo enviaron a Ohio Valley Wrestling. Se quedó allí y se peleó con Val Venis y tenía un equipo de la etiqueta con la marca breve Jindrak hasta finales de 2002, cuando dejó caer su contrato de desarrollo. Él hizo dos apariciones en la televisión de WWE durante el año 2002 cuando fue golpeado por The Undertaker el 4 de marzo y luchó el Undertaker el 14 de marzo como parte de la acumulación para el partido de su padre contra Undertaker en WrestleMania X8.

### Total Nonstop Action Wrestling (2002-2003)
Talento se unió a Total Nonstop Action Wrestling en diciembre de 2002. Se unió a Vince Russo Deportes Entertainment Xtreme (SEX) del grupo. Él tenía un feudo con Curt Hennig y luego para formar la próxima generación con Brian Lawler y Erik Watts. Juntos, se peleó con Dusty Rhodes y se burlaban de él con un cinturón viejo título del mundo de NWA. David dejó TNA a principios de 2003.

### Circuito Independiente (2003–2008)
Después de TNA, David recorrió el circuito independiente, de ganar el título Intercontinental de la IWA Ray González el 28 de noviembre de 2003. Lo perdió de nuevo a González dos días después. David instinto dejar de fumar después de los problemas con la IWA IWA promotor Víctor Quiñones.
David se encontraba en un dark match antes de un episodio de SmackDown de la WWE en la primavera de 2006, que perdió ante William Regal. También compite por el Hermie Sadler organización de propiedad UWF en vivo, basado principalmente en las Carolinas y Virginia.
David estaba en la mano cuando su padre, Ric, fue exaltado al Salón de la Fama WWE el 29 de marzo de 2008, cuando tuvo su último partido en la WWE hasta la fecha contra Shawn Michaels en WrestleMania XXIV, y en la ceremonia de Ric de despedida de la noche siguiente en Raw.
El 6 de diciembre de 2008, tuvo que luchar un partido con su hermano, Reid, quien hizo su debut en la lucha libre profesional, derrotando a The Nasty Boys a través de la presentación en Charlotte, Carolina del Norte, con Hulk Hogan como el árbitro especial.

## En lucha
- Movimientos finales
  - Figure four leglock[1][4]

- Movimientos de firma
  - Back body drop[4]
  - Headscissors[5]
  - Hip toss[5]
  - Knife-edge chop[1][6]
  - Low blow[5]
  - Multiple suplex variations
    - Double underhook[6]
    - High angle belly to back[7]
    - Gutwrench[6]
    - Side[6]
    - Super[6][7]
    - Vertical,[4] sometimes delayed[8]

- Apodos
  - "The New and Improved Space Mountain"

- Managers
  - Daffney
  - Ric Flair[7]
  - Fyre
  - Miss Hancock
  - Samantha/Torrie[7]

## Campeonatos y logros
- International Wrestling Association

- IWA Intercontinental Heavyweight Championship (1 vez)

- National Wrestling Alliance

- NWA World Tag Team Championship (1 vez) - con Dan Factor

Regional
- NWA Wildside Tag Team Championship (1 vez) - con Romeo Bliss
- Tojo Yamamoto Memorial Cup (2002)

- World Championship Wrestling

- WCW United States Heavyweight Championship (1 vez)
- WCW World Tag Team Championship (1 vez) - con Crowbar

- Other titles

- AFE Heavyweight Championship (1 vez)